# 聖水牛
聖水牛（學名：Bubalus mephistopheles）是一種已滅絕的水牛，其種小名因牛角形似西方惡魔的形象而得名。本種的生存年代為更新世至全新世，分布於中國華北與長江流域，出現在中國許多新石器時代與青銅時代的考古遺址中，在河南省的殷墟大量發現，約於公元前1200年－前1800年間滅絕。DNA序列分析顯示現生水牛並非由聖水牛馴化而來，而聖水牛本身是否已被人類馴化飼養仍有爭議。有學者認為甲骨文中的「兕」字即是指聖水牛。

## 發現
聖水牛的化石最早在河南被發現，大英博物館研究員胡步伍（Arthur T. Hopwood）檢視樣本後，於1925年發表為新種，其種小名mephistopheles源自梅菲斯托費勒斯，為惡魔之意，因其角心與西方惡魔的形象相似而得名。霍普渥德認為與聖水牛外觀最相似的動物為婆羅洲的水牛亞種Bubalus bubalis hosei。1928年至1936年間，殷墟挖掘過程中出土了超過千隻本種水牛的遺骸，古生物學家德日進與楊鍾健將其中文名稱翻譯為「聖水牛」

## 研究
中國更新世的近十種水牛中僅有聖水牛與短角水牛生存至全新世，許多新石器時代與青銅時代文化遺址有聖水牛遺骸出土，地跨華北與長江中下游地區，北至內蒙古，南至钱塘江流域，年份為距今8000年至3000年前。殷墟出土的聖水牛超過千隻，德日进与楊鍾健推測牠們可能被人類馴養，但也有學者對此持保留態度，認為聖水牛皆是野生、未被馴養。

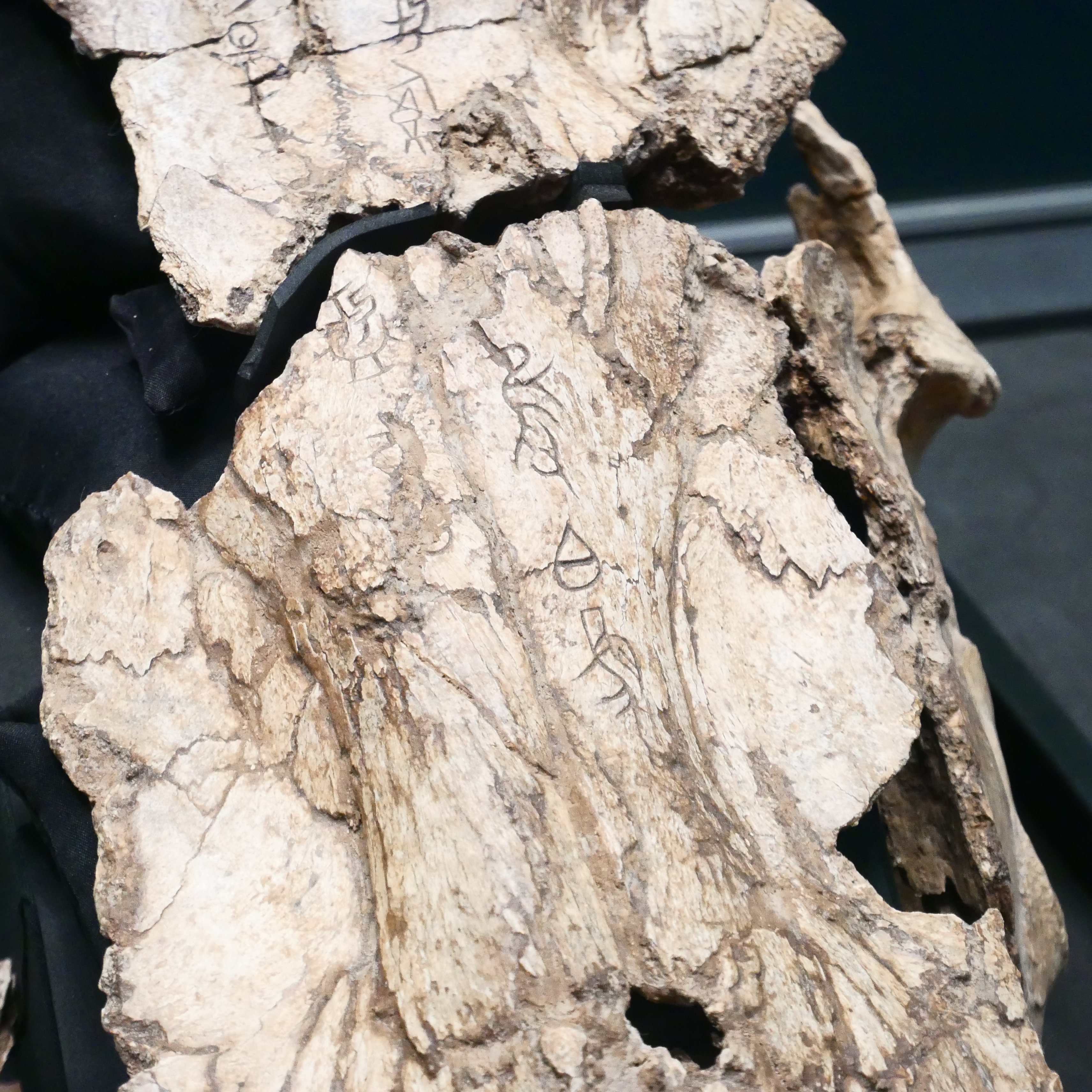
帶刻辭聖水牛頭骨（獲白兕，合集37398/甲3939）

甲骨文中的「兕」字過去多被認為是指犀牛，法國漢學家雷煥章認為此字的甲骨文更像水牛角之形，實指野生的聖水牛，且卜辭中關於「兕」的描述與聖水牛較為吻合，例如此動物可以用弓箭射殺，常一次獵獲十數頭，相較之下犀牛不太可能被箭獵殺，也很少成群出現。此外雷煥章也認為當時有聖水牛被人類馴養，「牛」字即為馴養的聖水牛，有學者則認為牛字應是指殷墟中出土的另一種動物短角牛（Bos exiguus）。殷墟中的聖水牛可能有祭祀、食用與製作骨器的功能。
過去有假說認為中國現生水牛為自聖水牛馴化而來，亦有認為水牛是在南亞馴化後再引入中國。2008年，研究人員成功分離華北新石器時代遺址中聖水牛遺骸上的DNA，以粒線體DNAD環的序列分析結果顯示這些聖水牛與現生水牛有明顯區別，後者並非由前者馴化而來，且聖水牛的序列有一支（KJ2）為現生水牛的姊妹群，另一支（KJ1）則在KJ2和現生水牛分家前就已分家，有些考古遺址中同時出現了KJ1和KJ2的樣本，顯示聖水牛可能包含解剖特徵相似的兩個不同物種。

## 演化
1936年，古生物學家楊鍾健將河南澠池的水牛化石發表為新種短角水牛，他描述此新種與聖水牛相似，但角心較大，且年代較為古老。他進一步將當時已知的中國水牛依顱骨和牛角形態，分為角心細長的德氏水牛與角心粗短的短角水牛兩大支，前者在更新世晚期以前就消失，後者則進一步演化出聖水牛、王氏水牛等。後來的學者也多認同此觀點。